# عملیات پژواک قادسیه
عملیات «پژواک قادسیه» یک حمله نیروی هوایی عراق به زیرساخت‌های هوایی ایران در طول جنگ ایران و عراق بود. این عملیات اولین نبرد بزرگ جنگ، و به عقیده برخی، روز آغاز جنگ بین دو کشور است. در همان زمان، در عراق اشاره شده است که جنگ از ۱۳ شهریور آغاز شد و تا آن زمان نبردهای تمام عیار به مدت ۱۸ روز ادامه داشت.

## زمینه
در ۱۴ فروردین ۱۳۵۹، نیروهای سپاه پاسداران انقلاب اسلامی ایران عملیاتی را علیه نیروهای ضدانقلاب در مناطق هم‌مرز با عراق از جمله استان لرستان انجام دادند. روز بعد گروه بزرگی از مجاهدین ایرانی وارد خاک عراق شدند. در نتیجه نبرد گسترده با مرزبانان عراقی، ۹۰ ایرانی کشته شدند. این اولین نبرد بزرگ شناخته شده بین عراق و ایران بود و در همان روز عراق شروع به اخراج تعدادی از شهروندان ایرانی کرد. در ۷ آوریل، نیروهای مسلح ایران به حالت آماده باش درآمدند، ایران و عراق شروع به اخراج دیپلمات‌ها از یکدیگر کردند. طرف ایرانی عراق را به انفجار دو خط لوله پالایشگاه نفت در ۵ آوریل متهم کرد و همچنین اعلام کرد که عراق به دستور مستقیم ایالات متحده عمل می‌کند. در ۸ آوریل، رسانه‌های کویتی اعلام کردند که بمباران خط لوله مستقیماً توسط آمریکایی‌ها انجام شده و عراقی‌ها در آنجا شرکت نکرده‌اند.
همچنین در ۱۲ ماه قبل از سپتامبر ۱۹۸۰، وضعیت متشنجی در هوا وجود داشت، عراق ۲۴۹ مورد نقض حریم هوایی توسط هواپیماهای ایرانی به ثبت رساند.
در ۲۵ ژوئن ۱۹۸۰ اولین تلفات جنگی هوانوردی در این درگیری رخ داد - یک جنگنده F-5E Tiger II ایرانی که مرز هوایی را نقض کرد با آتش پدافند هوایی عراق سرنگون شد و خلبان کاپیتان باستانی کشته شد. از اوایل سپتامبر، هواپیماها به‌طور گسترده‌تری مورد استفاده قرار گرفتند و در مقادیر زیادی از بین رفتند.
در ۲۱ سپتامبر، رهبری عراق به رهبری صدام حسین تصمیم گرفت در پاسخ به گلوله‌باران شهرهای عراق توسط ایران، یک حمله گسترده را آغاز کند. قرار بود منطقه مرزی را تحت کنترل درآورد تا ایران را از امکان گلوله‌باران مناطق پرجمعیت دور کند. جلسات در ستادهای مختلف شروع شد و دستورها طبق روال استاندارد شروع شد که تأکید می‌کرد عراق در حال جنگ تدافعی علیه ایران و تمرکز نیروهایش در مرز است.

## عملیات
فرماندهی نیروی هوایی عراق به رهبری سپهبد محمد جاسم حنش ۲۵ هدف استراتژیک مهم را برای حملات هوایی انتخاب کرد. که از جمله مهم‌ترین آنها، ۱۰ فرودگاه بود. ۱۹۲ هواپیما به این عملیات اختصاص داده شد. به منظور حفظ محرمانه بودن، این عملیات به عنوان یک تمرین هوانوردی تاکتیکی که «نصار-۴» نامیده می‌شد معرفی گردید.

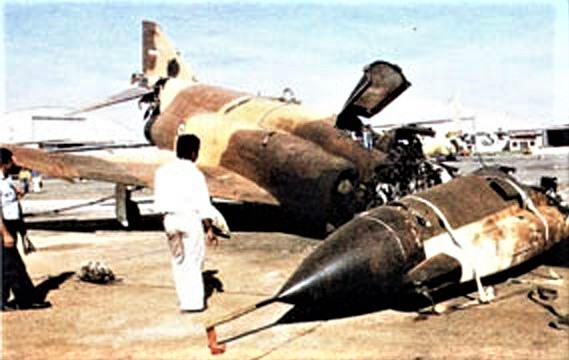
یک جنگنده ایرانی فانتوم F-4 در مجموع توسط توپ بمب افکن Tu-22 در جریان حمله به تهران در ۳۱ شهریور ۱۳۵۹، ۹ فروند هواپیمای ایرانی را مورد اصابت قرار داد.

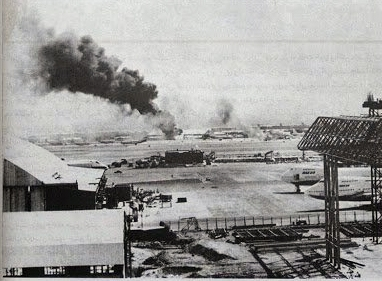
ستون دود ناشی از سوختن هواپیمای سی-۱۳۰ هرکولس ایرانی در فرودگاه مهرآباد

از ساعت ۱۲:۰۰ ۳۱ شهریور ۱۳۵۹، عراق حملات هوایی گسترده‌ای را علیه اهداف استراتژیک ایران آغاز کرد.

### موج اول
| نیروهای درگیر                    | محل برخاستن                  | هدف                                      | نتیجه                                                                                      |
| -------------------------------- | ---------------------------- | ---------------------------------------- | ------------------------------------------------------------------------------------------ |
| 6 Su-22M اسکادران پنجم           | پایگاه هوایی فرناس           | پایگاه هوایی تبریز                       | باند مرکز ارتباطات از کار افتاده، ۱ بوئینگ 727 و 2 F-5E آسیب دیدند                         |
| 2 Su-7BMK اسکادران هشتم          | پایگاه هوایی کوت             | سام در دکلران                            | ضربه مستقیم به SAM MIM-23B I-HAWK، ۱۰ اپراتور کشته شدند                                    |
| 4 Hunter اسکادران آموزشی فرمانده | پایگاه هوایی رشید            | پایگاه هوانوردی یکم ارتش در کرمانشاه     | ۲ سامانه پدافند هوایی Oerlikon GDF-005 و ۱ رادار Super Fledermaus منهدم شد.                |
| 4 MiG-23BN اسکادران ۴۹           | پایگاه هوایی کوت             | پایگاه هوایی همدان                       | دقیقاً مشخص نیست که کدام اهداف مورد اصابت قرار گرفته‌اند، شاید اهدافی که در زیر فهرست شده‌اند |
| ?                                | ?                            | فرودگاه همدان                            | بر اساس اطلاعات ایران، مورد حمله هواپیمای ناشناس                                           |
| ?                                | ?                            | ایستگاه رادار در سوباشی                  | بر اساس اطلاعات ایران، رادار هشدار زودهنگام توسط هواپیمای ناشناس آسیب دیده است             |
| 12 Su-۲۲ از اسکادران ۴۴          | پایگاه هوایی حریه            | پایگاه هوایی همدان                       | باند، پیش بند و برج کنترل آسیب دید                                                         |
| ۶ فروند MiG-23BN اسکادران ۴۹     | پایگاه هوایی کوت             | باند هوایی در بزرگراه نزدیک شاه آباد     | به دلیل بدی آب و هوا امکان حمله وجود نداشت                                                 |
| 4 Su-۲۲ اسکادران ۱۰۹             | پایگاه هوایی وحده            | رادار در دکلران                          | مورد اصابت قرار گرفتن رادار هشدار اولیه، کشته شدن ۱۰ اپراتور                               |
| 5 MiG-23BN اسکادران ۲۹           | پایگاه هوایی کوت             | پایگاه هوایی وحدتی                       | MIM-23B I-HAWK SAM منهدم شد، ۱۸ اپراتور کشته شدند، 3 F-5E منهدم شد                         |
| 4 Su-۲۲ اسکادران ۱۰۹             | پایگاه هوایی وخدا            | پایگاه هوایی وحدتی                       | آسیب دیدن باند فرودگاه و ۱ کشته                                                            |
| 4 Su-۲۲ اسکادران ۱۰۹             | پایگاه هوایی وخدا            | پایگاه هوایی وحدتی                       |                                                                                            |
| 3 MiG-23BN اسکادران ۲۹           | پایگاه هوایی علی ابن ابوطالب | باند هوایی در بزرگراه نزدیک دیزفول       | باند فرودگاه ضربه خورد                                                                     |
| 5 MiG-23BN اسکادران ۴۹           | پایگاه هوایی کوت             | پایگاه هوایی امیدیه                      | باند پرواز                                                                                 |
| 2 MiG-23BN اسکادران ۴۹           | پایگاه هوایی کوت             | فرودگاه اهواز                            | باند پرواز                                                                                 |
| 4 Su-۲۲ اسکادران ۱۰۹             | پایگاه هوایی وخدا            | فرودگاه اهواز                            | باند پرواز                                                                                 |
| 5 MiG-23BN اسکادران ۲۹           | پایگاه هوایی کوت             | پایگاه دوم هوانوردی ارتش در مسجده سلیمان | باند پرواز، ۱ آشیانه تخریب شد                                                              |
| 4 Su-۲۲ اسکادران ۱۰۹             | پایگاه هوایی وخدا            | فرودگاه بوشهر                            | باند پرواز                                                                                 |

### تلفات
در اولین حمله، حتی یک هواپیمای عراقی آسیب ندید.

### موج دوم
| نیروهای درگیر                  | محل برخاستن        | هدف                                          | نتیجه |
| ------------------------------ | ------------------ | -------------------------------------------- | --- |
| 11 MiG-23MS اسکادران ۳۹        | پایگاه هوایی کوت   | پایگاه یکم هوانوردی ارتش در نزدیکی کرمانشاه  | باندها به شدت آسیب دیدند |
| 4 Tu-۲۲ اسکادران ۱۸ و ۳۶       | پایگاه هوایی تقدوم | فرودگاه مهرآباد                              | ۱ باند آسیب دیده، ۱ کشته، ۹ مجروح، 1 C-۱۳۰ منهدم شده، 1 B-۷۰۷ منهدم شده، 1 F-4E منهدم شد، ۵ فروند B-707 و ۱ فروند B-747 آسیب دید، مرکز ارتباطات منهدم شد، ارتباطات ایران با جهان خارج قطع شد. |
| ۲ فروند Tu-22 اسکادران ۱۸ و ۳۶ | پایگاه هوایی تقدوم | پایگاه هوایی دوشان تپه                       | آسیب جزئی |
| ۶ فروند MiG-23BN اسکادران ۴۹   | پایگاه هوایی کوت   | پایگاه هوایی همدان                           | باندها به شدت آسیب دیدند، فرودگاه از خدمت خارج شد |
| 4 Tu-۱۶ اسکادران دهم           | پایگاه هوایی تقدوم | پایگاه هوایی خاتمی                           | باندها و چندین آشیانه آسیب دیدند |
| ۶ میگ ۲۱ اسکادران ۴۷           | پایگاه هوایی حریه  | فرودگاه سنندج                                | باندها به شدت آسیب دیده |
| ۶ میگ ۲۱ اسکادران ۴۷           | پایگاه هوایی حریه  | پایگاه نیروی هوایی ایران در سقز              | [ ۱۶ ] |
| 6 Su-22M اسکادران پنجم         | پایگاه هوایی فرناس | پایگاه هوانوردی ارتش در کوشی و فرودگاه رضایی | حمله تا حدی به دلیل آب و هوای بد لغو شد |
| 12 MiG-21MF اسکادران یازدهم    | پایگاه هوایی رشید  | فرودگاه رضایی                                | ضربات متعدد در باند فرودگاه، حمله تا حدی به دلیل آب و هوای بد لغو شد |
| 4 Su-۲۲ اسکادران ۱۰۹           | پایگاه هوایی وخدا  | فرودگاه اهواز                                | رادار و سایر اهداف مورد حمله قرار گرفت |
| 4 Su-۲۲ اسکادران ۱۰۹           | پایگاه هوایی وخدا  | فرودگاه ماهشهر                               | [ ۱۶ ] |

### تلفات
در حمله دوم سه فروند هواپیمای عراقی سقوط کرد. یک فروند میگ ۲۱ بیس از اسکادران ۴۷ بر فراز سنندج مورد اصابت ترکش بمب‌های خلبان قرار گرفت و سقوط کرد (خلبان، ستوان ارشد حمید، ایجکت کرد و اسیر شد). یکی دیگر از MiG-21MF اسکادران یازدهم هنگام فرود در فرودگاه رشید سقوط کرد (خلبان، ستوان ارشد الشیخلی درگذشت). یک Tu-16 از اسکادران دهم به کوه برخورد کرد (کل خدمه کشته شدند: سرهنگ عخمان، سرگرد العوسی و الکریم، ستوان اول قطران و افسران ضمانت رزوقی و الرزاق).
در حمله سوم، یک شکارچی از اسکادران آموزشی فرمانده مورد اصابت گلوله ضدهوایی ZU-23 ایرانی قرار گرفت و خلبان سرگرد صباح در نزدیکی مرز ایجکت کرد.

## واکنش و حملات تلافی جویانه ایران
محمدکریم خداپناهی وزیر امور خارجه ایران، بیانیه ای صادر کرد که «آمریکا بمباران شهرهای ایران را آغاز کرده است».
پس از پایان حملات، نیروی هوایی ایران شروع به تدارک حملات تلافی جویانه کرد. در همین زمان، ایرانی‌ها یک جنگنده دیگر F-4E را از دست دادند که هر دو خلبان آن، سروان م. صالحی و ستوان ک. حیدری کشته شدند. در نتیجه این حمله، طبق داده‌های غربی، ۲۸ غیرنظامی عراقی کشته شدند.
بعداً رادیو تهران گزارش داد که ارتش ایران جنگ با کردها در شمال کشور را آغاز کرده است و خداپناهی وزیر امور خارجه ایران اظهارات دیگری کرد مبنی بر اینکه عراق با حمایت آمریکا شروع به بمباران ایران کرده است.

## نتایج
خلبان ایرانی کاپیتان آصفی خاطرنشان کرد: حملات هوایی عراق توانست اکثر انبارهای سوخت و چندین فروند هواپیما را از تجهیزات هوانوردی را منهدم کند. ایران به‌طور موقت تمامی ارتباطات تلفنی و ماهواره ای با جهان خارج را از دست داد.
مجموع تلفات عراق از داده‌های ذکر شده در بالا بالغ بر ۴ فروند هواپیمای جنگی بود که از این تعداد فقط ۱ هواپیمای هاوکر هانتر با آتش ایران به‌طور دقیق سرنگون شد، ۸ خدمه کشته یا مفقود شدند و ۱ نفر اسیر شد. خنثی کردن کامل توانایی ایران در استفاده از هواپیماهای جنگی در مرحله اولیه ممکن نبود. یکی از دلایل آن فاصله بسیار زیاد تا فرودگاه‌های ایران بود - عراقی‌ها مجبور بودند مهمات کمتر و سوخت بیشتری بار کنند. روز بعد نیروی هوایی ایران عملیات تلافی جویانه کمان-۹۹ را انجام داد.